# Bandyallsvenskan
Die Bandyallsvenskan ist die zweithöchste Liga im schwedischen Bandysport nach der Elitserien. Bis zur Saison 2006/07 war sie die höchste Spielklasse.

## Spielmodus bis 2007
Die erste Bandyallsvenskan wurde am 6. Januar 1931 gestartet. Bis 2007 war die Liga aufgeteilt in eine Nordallsvenskan und eine Südgruppe mit jeweils 8 Mannschaften. Es spielte jede Mannschaft zweimal gegen jede andere Mannschaft (Heim und auswärts). Nachdem die Reihenfolge nach allen Spielen der Nord bzw. Südgruppe feststand (ca. Weihnachten/Neujahr), spielten die jeweils vier Bestplatzierten beider Gruppen in der sogenannten Elitserien. Die vier Letztplatzierten beider Gruppen spielten ebenfalls in einer eigenen Liga, der Superallsvenskan.
In der Elitserien spielten die Mannschaften zunächst jeder gegen jeden (aber nur einmal). Dann ging es im K.-o.-System (Viertel- und Halbfinale) weiter, bis die Finalteilnehmer feststanden, die dann um die schwedische Meisterschaft spielten. Die Mannschaften auf den Plätzen fünf bis acht der Elitserien mussten vorher ein Achtelfinale gegen die vier Bestplatzierten der Superallsvenskan spielen.

## Spielmodus nach 2007
Es gab zunehmend Bestrebungen, die Bandyallsvenskan abzuschaffen, um eine gesamtschwedische Bandyliga zu schaffen (ohne das K.-o.-System). Mit der Einführung der Elitserien mit Beginn der Saison 2007/08 war der zweite Punkt erfüllt. Die Bandyallsvenskan blieb aber erhalten und bestand zunächst aus drei Gruppen (Nord, Mitte, Süd). Zur Saison 2009/10 wird nur noch in einer Nord- und einer Südgruppe gespielt.

## Teilnehmende Mannschaften, Saison 2013/14

### Nordgruppe
- Borlänge Bandy
- Örebro SK
- Gustavsbergs IF
- Katrineholm Värmbol BS
- Haparanda-Tornio Bandy
- IFK Rättvik
- IK Tellus
- BS BolticGöta
- Selånger SK
- Härnösands AIK
- UNIK BK
- TB Västerås

### Südgruppe
- Surte BK
- Blåsut BK
- Frillesås BK
- Gripen Trollhättan BK
- Jönköping Bandy IF
- Lidköpings AIK
- Tjust IF
- IFK Motala
- Nässjö IF
- Otterbäckens BK
- Tjust BK
- Tranås BoIS
- Åtvidabergs BK